# 哈凱·狄康
哈凱·狄康（希伯來語：חגי דיקן；罗马化：Hagai Dikan）是以色列外交官，也是以色列首位駐新加坡大使。
他亦曾擔任以色列駐哥斯大黎加、烏拉圭、象牙海岸、委內瑞拉及布吉納法索的大使。